# Апостольский викариат Табука
Апостольский викариат Табука (лат. Vicariatus Apostolicus Tabukensis) — апостольский викариат Римско-Католической церкви с центром в городе Табук, Филиппины. В юрисдикцию апостольского викариата Табука входят часть провинций Калинга и Апаяо. Кафедральным собором апостольского викариата Табука является церковь святого Вильяма.

## История
6 июля 1992 года Римский папа Иоанн Павел II выпустил буллу Philippinarum Insularum, которой учредил апостольский викариат Табука, выделив его из апостольского викариата Горной провинции (сегодня — Епархия Багио).

## Ординарии апостольского викариата
- епископ Carlito J. Cenzon (6.07.1992 — 25.01.2002);
- епископ Prudencio Padilla Andaya (16.04.2003 — по настоящее время).

## Источник
- Annuario Pontificio, Ватикан, 2007
- Булла Philippinarum Insularum  (лат.)